# Awigail
Awigail (hebr. אביגיל) – nieautoryzowane osiedle żydowskie na Zachodnim Brzegu w Samorządzie Regionu Har Chewron. Leży pomiędzy osiedlami Suseja i Mecadot Jehuda oraz Karmel i Ma’on przy drodze nr 317. Obok znajdują się palestyńskie wsie Um Fagara i Ar Rakez. Osiedle znajduje się 40 km od Beer Szewy i 48 km od Jerozolimy.

## Nazwa
Awigail jest postacią starotestamentową. Była jedną z żon Dawida, która w Hebronie towarzyszyła mu przy namaszczeniu na króla (1 Sm 25, 3-44; 1 Sm 30, 4-5; 2 Sm 2, 1-3)

## Historia
Osiedle powstało w 2001 roku, w wigilię żydowskiego święta Jom Kipur. Założyli je przeniesieni do rezerwy izraelscy żołnierze. Wybór miejsca był nie przypadkowy. Awigail ochrania i kontroluje drogę nr 317 z Susji do Ma’on i Karmel. Na wschód od przyczółka znajduje się dodatkowo poligon Sił Obronnych Izraela. Na początku zbudowano tu wieżę ciśnień, a za miejsce do mieszkania służył autobus. W 2003 roku przybyła tu pierwsza pełna rodzina. Przez długi czas osiedle używało prądu z generatora.
Zaraz po powstaniu osiedla, w 2001 roku, premier Ariel Szaron uznał Awigail za jedno z 26 przyczółków, które należy ewakuować do 2003 roku. Jednak rozkazy dowódcy regionu Judei i Samarii sprawiły, że mieszkańcy osiedla pozostali w nim. W 2014 roku wstrzymano zakazy budowania nowych domów, a ówczesny minister obrony, Mosze Ja’alon, rozpoczął prace na legalizacją osiedla.
Obecnie w Awigail mieszka 40 rodzin, ok. 100 osób.

### Kwestie prawne i finansowe
W kwestii budowy osiedla nigdy nie zapadła i nie została zaakceptowana żadna decyzja o powstaniu przyczółka. Wznoszone domy znajdowały się częściowo na ziemi państwowej i palestyńskiej. Nie ma także żadnych planów zagospodarowania, a dowódca wojskowy nie zatwierdził granic jurysdykcji osiedla. Centrum Molad obliczyło, że koszt przygotowania terenu i wzniesienia osiedla wyniósł izraelskiego podatnika 28 000 000 szekli. Dodatkowo, na bieżące funkcjonowanie Awigail (edukacja, ochrona wojskowa, granty) rocznie przeznacza się 2 715 800 szekli.

## Infrastruktura
Awigail posiada przedszkola, cheder, bibliotekę, pokój zabaw, synagogę, mykwę, basen, fontannę oraz pomieszczenia dla żołnierzy.